# Fikret Abdić
Fikret Abdić (poznat i kao: "Babo" (otac); (Donja Vidovska, 29. rujna 1939.), bosanskohercegovački poduzetnik i političar bošnjačkog podrijetla. Osuđen je za ratni zločin, a kaznu je odslužio u Puli.
Bio je šef moćne jugoslavenske tvrtke Agrokomerc. U vrijeme rata u Bosni i Hercegovini, od 1992. do 1993. bio je zajedno s Alijom Izetbegovićem član ratnog Predsjedništva Republike Bosne i Hercegovine iz reda bošnjačkog naroda, a od 1993. predsjednik nepriznate tzv. Samostalne autonomne pokrajine Zapadna Bosna i prvi predsjednik Demokratske narodne zajednice. Otac je hrvatske političarke iz BiH Elvire Abdić-Jelenović.

## Životopis

### Rani život
Fikret Abdić rodio se kao treće od trinaestoro djece Hašima i Zlate Abdić. Opće i obiteljsko siromaštvo, pojačano ratom, obilježavaju razdoblje odrastanja i ključne socijalizacijske godine. Budući da mu se otac u kasnijoj fazi rata, kao i većina boraca Huske Miljkovića, dragovoljno ili iz nužde pridružio partizanima, Fikret je odrastao kao klasično dijete komunizma. Okružen je čvrstom vjerom u bolju budućnost, bratstvo i jedinstvo, strahom od zala prošlosti, opterećen predrasudama o negativnoj ulozi tradicije i vjere, posebice vjerskih institucija, u životu naroda. Duboka vjera u parolu Znanje je moć! i pomoć najmoćnije begovske i partizanske obitelji, obitelji Pozderac, odredili su njegov život i karijeru sve do izbijanja afere Agrokomerc 1987. godine.

### Agrokomerc
Kao mlad, ambiciozan i gotovo patološki marljiv diplomirani inženjer agronomije (iako oprezno treba uzeti njegovu izjavu da je puna dva desetljeća radio dvadeset sati dnevno, tri spavao i sat se odmarao), Fikret Abdić na položaju direktora Poljoprivredne zadruge u Velikoj Kladuši stvorio je svoju životnu poslovnu viziju. Odlučio je na siromaštvu, zaostalosti, jadu i bijedi Cazinske krajine izgraditi najmoćnije poljoprivredno i poslovno carstvo na prostoru socijalističke Jugoslavije - Agrokomerc.
Tehnologiju poslovnog uspjeha izgradio je na najčudnijoj kombinaciji socijalističkog radničkog natjecanja (organizacija godišnjih Smotri dostignuća), uporabi suvremenog zapadnog pristupa poslu, korupcionaškoj uporabi političara i novinara u gospodarske svrhe, te hazarderskog financijskog menadžmenta i agresivne televizijske reklame.

### Montirani proces
No, njegov poslovni uspjeh, kao i politički uspon njegovih političkih sponzora Hamdije i Hakije Pozderca, postali su 1987. godine nepodnošljivi sarajevskom režimu utjelovljenom u Branku Mikuliću. Naknadno se ispostavilo kako je montirani proces Fikretu Abdiću, koji će trajati pune tri godine, politički bio usmjeren protiv Hamdije Pozderca i njegovog položaja šefa komisije za reviziju Ustava SFRJ. Fikret Abdić bio je uhićen i optužen za djelo kontrarevolucionarnog ugrožavanja društvenog uređenja SFRJ po članku 114. Krivičnog zakona SFRJ. Glavna optužba bila je da je izdao mjenice bez financijskog pokrića u vrijednosti od oko 400 milijuna dolara.
Javnost navikla da bez kritičke distance prihvaća takve procese spremno je nasjela na dobro vođenu medijsko-političku kampanju koju su vodili beogradski mediji na čelu s listom Borba, čiji je novinar otkrio aferu. Manipulacija javnosti otišla je dotle da je čak i glasoviti viktimolog i profesor kaznenog prava Zvonimir Šeparović tvrdio da položaj i imunitet saveznog zastupnika ne smiju biti prepreka da se Fikret Abdić pritvori. Ali on je, također, bio jedan od prvih intelektualaca koji je shvatio pravu prirodu procesa te je u tjedniku Danas 6. lipnja 1989. godine zatražio hitno puštanje Fikreta Abdića iz pritvora.
Njegov jedini iskreni prijatelj, pobratim i stručni savjetnik, odvjetnik i životopisac Hrvoje Šošić prvi je uz Fikretova brata Hasana (koji je izložen policijskim represijama i sustavnoj medijskoj demonizaciji 1989. godine izvršio samoubojstvo), još 1987. godine ustao u njegovu obranu proglasivši se vodećim stručnjakom za spas Agrokomerca, te jedinim istinskim fikretologom. U obranu Abdića napisao je tri knjige o Agrokomercu koje predstavljaju žanrovski najčudniju mješavinu biografske literature, političke analize i teorijske advokature ikada nastalu na ovim prostorima. Njegova je ključna teza bila da je Abdić čovjek s božanskim nadahnućem i poslanstvom, te da pripada svetom trojstvu povijesnih, legendarnih i mitskih ličnosti Cazinske krajine, koje uz njega još tvore narodni junak Mujo Hrnjica i zapovjednik obrane Cazinske krajine od svih i svakog u Drugome svjetskom ratu Huska Miljković.
Neki autori smatraju da je rat u Bosanskoj Krajini počeo 1987. godine kad je uhićen Fikret Abdić.

### Rehabilitacija
Boravak u zatvoru, širenje velikosrpske ideologije i sve klimaviji temelji komunizma stvorili su od Fikreta Abdića u razdoblju od 1987. do 1990. godine bošnjačkog i općeg medijskog junaka. Njegova politička slava dostigla je vrhunac kada je napustio zatvor te posebice kad je 15. rujna 1990. godine organizirao najveći bošnjački narodni zbor u Velikoj Kladuši, objavivši svoje pristupanje Stranci demokratske akcije (SDA) Alije Izetbegovića.
Sklonost uspješnoj dramatizaciji vlastite sudbine pokazao je i tom prilikom. Naime, odluku pristupanja Stranci demokratske akcije donio je 24 sata prije raspisivanja izbora, a nakon što je nekoliko dana prije toga s emisarom Ante Markovića Emirom Kusturicom punih pet sati razgovarao o mogućnosti pristupanja Savezu reformskih snaga. Na izborima za Predsjedništvo BiH, kao predstavnik bošnjačkog naroda, dobio je najveći broj glasova. Ali, svoje mjesto predsjednika Predsjedništva, koje mu je po broju dobivenih glasova pripadalo, prepušta Aliji Izetbegoviću. Bila je to, kasnije će se pokazati, za Fikreta Abdića velika pogreška. On se umjesto najvišega političkoga položaja odlučio vratiti u Cazinsku krajinu te pokušati sačuvati sve krhkiji mir te osigurati oživljavanje Agrokomerca.

### Pokrajina Zapadna Bosna
Stvaranje modela mirnodopske ekonomike u ratu počeo je 1992., a usavršio 1993. godine. Model je bio vrlo jednostavan: za sredstvo plaćanja odabrao je njemačku marku. Sklopio je sporazume o trajnom miru s Radovanom Karadžićem i o suradnji i priznanju s Matom Bobanom. Od hrvatskih vlasti dobio je status povlaštenog partnera i pravo na uporabu bescarinske zone u Rijeci. Robni promet s Hrvatskom i inozemstvom obavljao je po odobrenju hrvatskih vlasti preko zagrebačke tvrtke Voće.
Bujanjem ratnih sukoba i nakon što je bio u potpunom srpskom okruženju Abdić na vlastiti rođendan 29. rujna 1993. godine proglašava Samostalnu autonomnu pokrajinu Zapadnu Bosnu. Naravno, vlasti u Sarajevu na to su gledale kao na čistu izdaju. No, hrvatski političari tada su smatrali Fikreta Abdića junakom. Ali više od pola godine takvim su ga vidjeli i mnogi strani političari, diplomati i novinari. Za najodgovornije među njima on je bio čovjek blistave političke budućnosti (Fred Eckhardt, glasnogovornik Konferencije o bivšoj Jugoslaviji), tvorac gospodarskog ratnog čuda (John Pomfret, novinar Washington Posta), pregovarački genij (The Observer) itd. U listu Washington Post Abdić je ovako opisivan: Kamioni UN-a u Bihać su prevozili brašno, ulje, i katkad, naranče. Abdić je krijumčario kavu, šampon, povrće, kreme za lice, zubne paste i mnoga druga sitna zadovoljstva bez kojih se život ljudi navikli na udobnost može činiti bijednim. Prije nekoliko tjedana dopremio je teret kupaćih kostima; bihaćke bogate rijeke i potoci mame ljude umorne od rata...
Uskoro je pukla i ljubav između Abdića i Hrvatske. Dovoljno je bilo da Hrvatska televizija objavi snimke nasmijanog Fikreta Abdića u društvu s Milanom Martićem i Borom Mikelićem, pa da cijela javnost iskaže spremnost da jučerašnjeg europskog Bošnjaka i dokazanog hrvatskog prijatelja razapne na strašni stup srama. No iste, ili vrlo slične, slike mnogih sličnih hrvatskih susreta s Radovanom Karadžićem, Slobodanom Miloševićem, Ratkom Mladićem i drugima ta je ista javnost snošljivo prihvaćala.
Sporazum o federaciji i savezništvu Bošnjaka i Hrvata doveli su Abdićevu ideju o stvaranju SAP Zapadne Bosne u krizu. Kada su postrojbe Petog korpusa Armije BiH, pod zapovjedništvom generala Atifa Dudakovića, sredinom kolovoza 1994. godine umarširale u Veliku Kladušu, Fikret Abdić postao je izbjeglica. Ipak, Abdić se nakratko vratio i uz pomoć martićevih srpskih pobunjenika umarširao u Veliku Kladušu. Sada su mu apetiti porasli i Abdić je proglasio Republiku Zapadnu Bosnu. Nakon oslobodilačke akcije Hrvatske vojske Oluja, kada se ruši srpska paradržava u Hrvatskoj, istodobno Armija BiH potiskuje Abdića iz Cazinske krajine. Bio je to kraj ideje o državici na zapadu Bosne i Hercegovine.

### Uhićenje i suđenje
Ponovno gubitnik, Abdić se nastanio u Opatiji i posvetio vođenju poduzeća čije je središte u hotelu Kontinental, u samom središtu Rijeke. Time se, međutim, nije završila priča o autonomiji u zapadnoj Bosni. U Bihaću je Abdić optužen za smrt 121 civila i trojice ratnih zarobljenika, te za ranjavanje više od 400 civila na bihaćkom, cazinskom, bužimskom i velikokladuškom području 1993. i 1994. godine. Abdić je cijelo vrijeme nakon toga odbacivao bilo kakvu odgovornost, tvrdeći da je riječ o AID-ovim smicalicama. Sada to mora dokazati pred riječkim sudom.
Kako bilo, Fikret Abdić - prema tvrdnjama Slavena Letice - ostavlja dojam veselog, prijaznog, odlučnog i hrabrog čovjeka. Dobro podnosi teške i krizne situacije. Dvije anegdote to najbolje potvrđuju. Prva svjedoči o njegovu hrabrom ponašanju za vrijeme uhićenja, istražnog zatvora i suđenja, a ilustrirana je sudskom izjavom od 5. svibnja 1988. godine: Ne bojim se palice, ne bojim se tamnice, ne bojim se smrtne kazne! Jer se borim za pravu stvar. Sličan smisao i poruku ima i njegovo ponašanje pred Arkanovim četnicima u Bijeljini kad je odbio ispuniti zahtjev da legne u blato, pozivajući ih da mu pucaju u prsa.
I kako god završila priča o Fikretu Abdiću, članovi obitelji, pristaše i sljedbenici iz Cazinske krajine uvijek svoga Babu (kako ga nazivaju) vide u idealiziranoj slici koju je on stvorio u doba rasta Agrokomerca i njegovog pravosudnog progona od 1987. do 1990. godine. On je za njih veliki poslovni mag, brižan i skroman narodni vođa, tribun i učitelj kojem je tuđe pojedinačno, a obiteljsko i opće dobro iznad svake osobne koristi.
U srpnju 2002. godine Sudsko vijeće Županijskog suda u Karlovcu osudilo ga je nepravomoćnom prvostupanjskom presudom na kaznu od 20 godina zatvora zbog ratnog zločina, što je najteža moguća zatvorska kazna u Republici Hrvatskoj. Godine 2005. Hrvatski Vrhovni Sud promijenio je kaznu u 15 godina zatvora.

## Djela
- SDA hoće, može, zna, Masmedia, Zagreb, 1991.[5]
- Od idola do ratnog zločinca i natrag, Naklada Kvarner, Rijeka, 2016.[5]